# Massilia phosphatilytica
Massilia phosphatilytica es una bacteria gramnegativa del género Massilia. Fue descrita en el año 2017. Su etimología hace referencia a degradación de fosfato. Es aerobia. Tiene un tamaño de 0,6-1 μm de ancho por 2-3 μm de largo. Forma colonias redondas, convexas y amarillas en agar R2A tras 48 horas de incubación. Temperatura de crecimiento entre 4-37 °C, óptima de 28-30 °C. Tiene un contenido de G+C de 67,7%. Se ha aislado de suelo agrícola en Hailun, China. 